# アビス
『アビス』（原題: The Abyss）は1989年のアメリカ合衆国のSF映画。本作は140分の公開版と、171分の完全版が存在する。
ジェームズ・キャメロン監督が高校時代に書き記した短編小説を原作とし、自身の手でそれに新たな肉付けを施し映画化。SFXはILMのデニス・ミューレンによる。アカデミー視覚効果賞を受賞した。

## ストーリー
1994年1月、カリブ海ケイマン海溝付近で米国のオハイオ級原子力潜水艦「モンタナ」が不可解な形で沈没した。米国政府は周辺海域にハリケーンが接近している事を考慮して、付近で石油採掘を行っていた移動式海底石油プラットフォーム「ディープコア」に救助協力を依頼し、同施設に海軍特殊部隊による調査チームを派遣する。
ディープコアの作業員のリーダーであるバッドは、ディープコアの設計者として特殊部隊チームに同伴して来た別居中の妻リンジー、高圧的な特殊部隊チームの司令官コフィ大尉と時に衝突しながらも協力してモンタナの調査に当たる。
モンタナの残骸まで辿り着き生存者が居ない事を確かめたディープコアのクルーたちだったが、ディープコアと海上支援船を結ぶケーブルクレーンがハリケーンにより破損。落下したクレーンの影響でディープコアも半壊し、海上との通信も寸断され、暗黒と水圧が支配する未知の海溝「アビス」の淵で立ち往生してしまう。
さらに、海軍上層部からの命令でモンタナの核弾頭を秘密裡に回収していたコフィは高圧神経症を発症しており、ソ連に対する疑心暗鬼と重責へのプレッシャーから徐々に正気を失い、バッドたちとは一触即発の軋轢が生まれていた。
絶体絶命の中、ただ救助を待つことしかできないディープコアのクルーたちであったが、そこで彼らに接触してきたのは海底深くに棲息していた未知の生命体だった……。

## キャスト
| 役名                               | 俳優                                   | 日本語吹替 | 日本語吹替   |
| 役名                               | 俳優                                   | ソフト版   | フジテレビ版 |
| ---------------------------------- | -------------------------------------- | ---------- | ------------ |
| ヴァージル・“バッド”・ブリッグマン | エド・ハリス                           | 仲村秀生   | 大塚明夫     |
| リンジー・ブリッグマン             | メアリー・エリザベス・マストラントニオ | 高島雅羅   | 鈴鹿千春     |
| ハイラム・コフィ大尉               | マイケル・ビーン                       | 千田光男   | 江原正士     |
| キャットフィッシュ・デ・ブリーズ   | レオ・バーメスター                     | 池田勝     | 玄田哲章     |
| アラン・“ヒッピー”・カーンズ       | トッド・グラフ                         | 納谷六朗   | 村山明       |
| ジャマー・ウィリス                 | ジョン・ベッドフォード・ロイド         | 大山高男   | 茶風林       |
| “ソニー”・ドーソン                 | J・C・クイン                           | 津田英三   | 幹本雄之     |
| リサ・“ワンナイト”・スタンディング | キンバリー・スコット                   | 松本梨香   | 津野田なるみ |
| ルー・フィンラー                   | キャプテン・キッド・ブリューワー       | 辻親八     | 仲木隆司     |
| バーンズ                           | マイケル・ビーチ                       | 辻親八     | 小野健一     |
| ドワイト・ペリー                   | ディック・ウォーロック                 | 田原アルノ |              |
| ウィルハイト                       | ジョージ・ロバート・クレック           |            |              |
| ベンディックス                     | クリス・エリオット                     | 秋元羊介   | 大塚芳忠     |
| シュニック                         | クリストファー・マーフィ               | 秋元羊介   | 秋元羊介     |
| モンク少尉                         | アダム・ネルスン                       | 小室正幸   | 若本規夫     |
| リーランド・マクブライド           | ジミー・レイ・ウィークス               | 小島敏彦   | 沢木郁也     |
| ディマルコ准将                     | J・ケネス・キャンベル                  | 仁内建之   | 有本欽隆     |
| ジェラルド・カークヒル             | ケン・ジェンキンス                     | 岡部政明   | 藤本譲       |
| 大佐                               | ピーター・ラトレイ                     | 稲葉実     | 飯塚昭三     |
| ニュースキャスター                 | ジョー・ファーゴ                       | 石波義人   | 小野健一     |

- ソフト版

追加録音部分その他声の出演：森一、佐藤しのぶ、彩木香里
演出：中野寛次（追加録音分：高橋剛）、翻訳：木原たけし（佐藤真紀）、効果：リレーション、制作：東北新社、プロセンスタジオ
※2001年に発売された完全版DVDには欠落部分を同キャストで追加録音したものが収録。
- フジテレビ版：初回放送1991年11月23日ゴールデン洋画劇場
  - その他の声の出演：目黒光祐、相沢まさき
  - 演出：春日正伸、翻訳：飯嶋永昭、調整：遠西勝三、製作：ムービーテレビジョン、担当：山形淳二（フジテレビ）

## スタッフ
- 監督：ジェームズ・キャメロン
- 製作：ゲイル・アン・ハード
- 脚本：ジェームズ・キャメロン
- 撮影：ミカエル・サロモン
- 美術：レスリー・ディリー
- 編集：ジョエル・グッドマン
- 音楽：アラン・シルヴェストリ
- VFX：デニス・ミューレン（ILM）、ドリームクエスト・イメージ、他。
- VFXスーパーバイザー：ジョン・ブルーノ
- 提供：20世紀フォックス、ライトストームエンターテインメント、パシフィックウェスタン

## 備考
- オースン・スコット・カードによってノベライゼーションが書かれている。
- 製作開始当初自在に動き回る水の描写は透明なアクリルの模型をコマ撮りで動かす予定であったが、ILMのアニメーションスタッフがCGIによる描写を可能にした。キャメロン監督は「液状のキャラクター」というアイディアの映像化を模索していたが、本作が実現した事で構想をさらに推し進め、『ターミネーター2』を製作する。
- 視覚効果のデザインにはジャン・ジローやロン・コッブといったアーティストが参加。造形担当のスタッフにスクリーミング・マッド・ジョージの名前もある。
- エド・ハリス演じるバッドが激怒して結婚指輪をトイレに捨て、思い直して拾い上げる場面がある。後の場面で大変重要な役割を演じる事になるのだがそこは拘りの強いキャメロン監督のこと、この指輪についても「リンジーから贈られた高級チタン製の指輪」と設定がされていた。映画で採り上げられた事によりチタンやタングステンで指輪を製作していたアーネル社に多数照会が寄せられ、「アビス・レプリカ」仕様の指輪を発売した[2]。
- 劇中、ネズミが特殊な液体に沈められるシーンがある。これは実際に酸素を含む特殊な液体（フロリナート）を用意し、撮影された。複数のネズミが用意されたがすべて生き残り、撮影後、すべてスタッフのペットとなった。液体呼吸の項を参照のこと。
- 舞台となる海には一切の魚が登場しない。
- 俳優が出演する水中シーンはダイビングスポットとして有名なミズーリ州ボンテールの鉱山と、建設中止で廃墟となったチェロキー原子力発電所(サウスカロライナ州ガフニー)の格納容器にセットを作り撮影された。撮影後もチェロキー原発にディープコアのセットがそのまま放棄され観光名所となっていたが、2007年に発電所の撤去と同時にセットも解体された。
- 一方、視覚効果による水中シーンの撮影は、翌年公開の『レッド・オクトーバーを追え!』同様スモークを満たした密閉室にセットを作り、ミニチュアをワイヤーで吊るして撮影する方法(水を使わない「水中」撮影なので"Dry for Wet"と呼ばれる)が採られた。ミニチュアの潜水艇内部には超小型のフィルムプロジェクターと半透明の投射スクリーンが内蔵され、俳優の動きを撮影したフィルムを回しながらモーション・コントロール・カメラで低速度撮影することで操縦する人物の動きもフォロー可能にしている。

## DVD/BD
- 2001年に20世紀フォックス ホーム エンターテイメント ジャパンから発売されたDVDは、劇場公開版と完全版の2パターンの本編が収録される予定だったが、プレスに際して再生に問題が発生したため、完全版のみの収録となった。
- BDが長年に渡り発売されなかった。2016年には、オリジナルネガからの4Kスキャンを経て修復作業中とキャメロン監督自身が語った[3]。同年、アメリカ国内ではDVD全フォーマット（スタンダードサイズ版や1枚・2枚版などがある）の廃盤が決定している。
- 2023年7月にキャメロン監督は「まもなくリリースされるだろう」と発言。11月に入ってアメリカにおける4K修復版の発売が告知された。2024年3月12日に発売される「コレクターズ・エディション」は多数のメイキングコンテンツと共に「劇場公開版」と「スペシャル・エディション（=完全版）」が収録される予定。それに先駆け、2023年12月6日には修復版の限定上映も予定されている[4]。